# Élie de Cyon

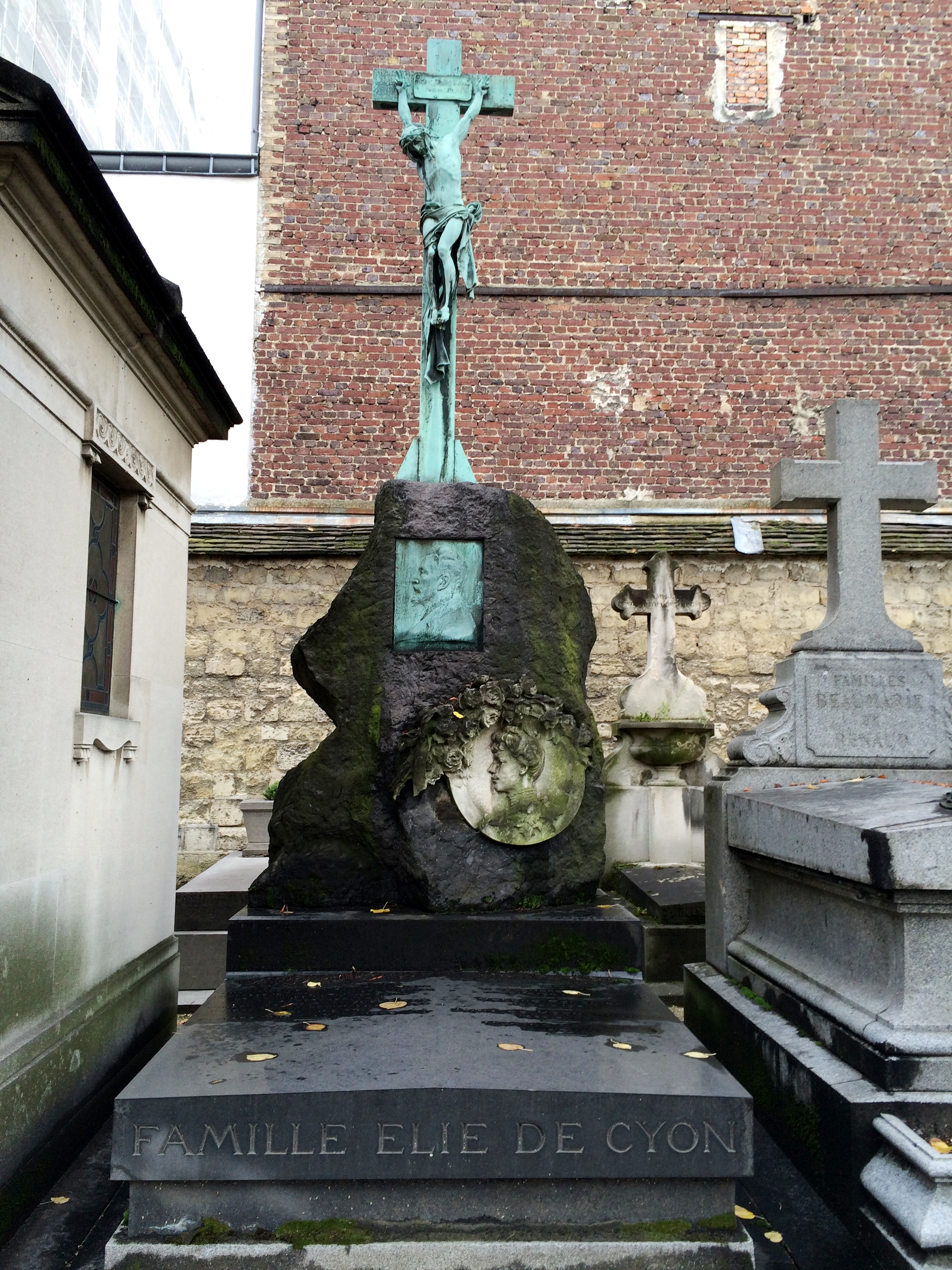
Sépulture d'Élie de Cyon au cimetière du Montparnasse (div. 22).

Élie de Cyon (en russe Ilia Fadeïevitch Tsion, également germanisé en Elias von Cyon), né le 25 mars 1843 à Telsch, dans le Gouvernement de Kowno de l'empire russe, et mort le 4 novembre 1912 dans le 16e arrondissement de Paris, est un médecin, physiologiste, journaliste et essayiste russe.

## Biographie

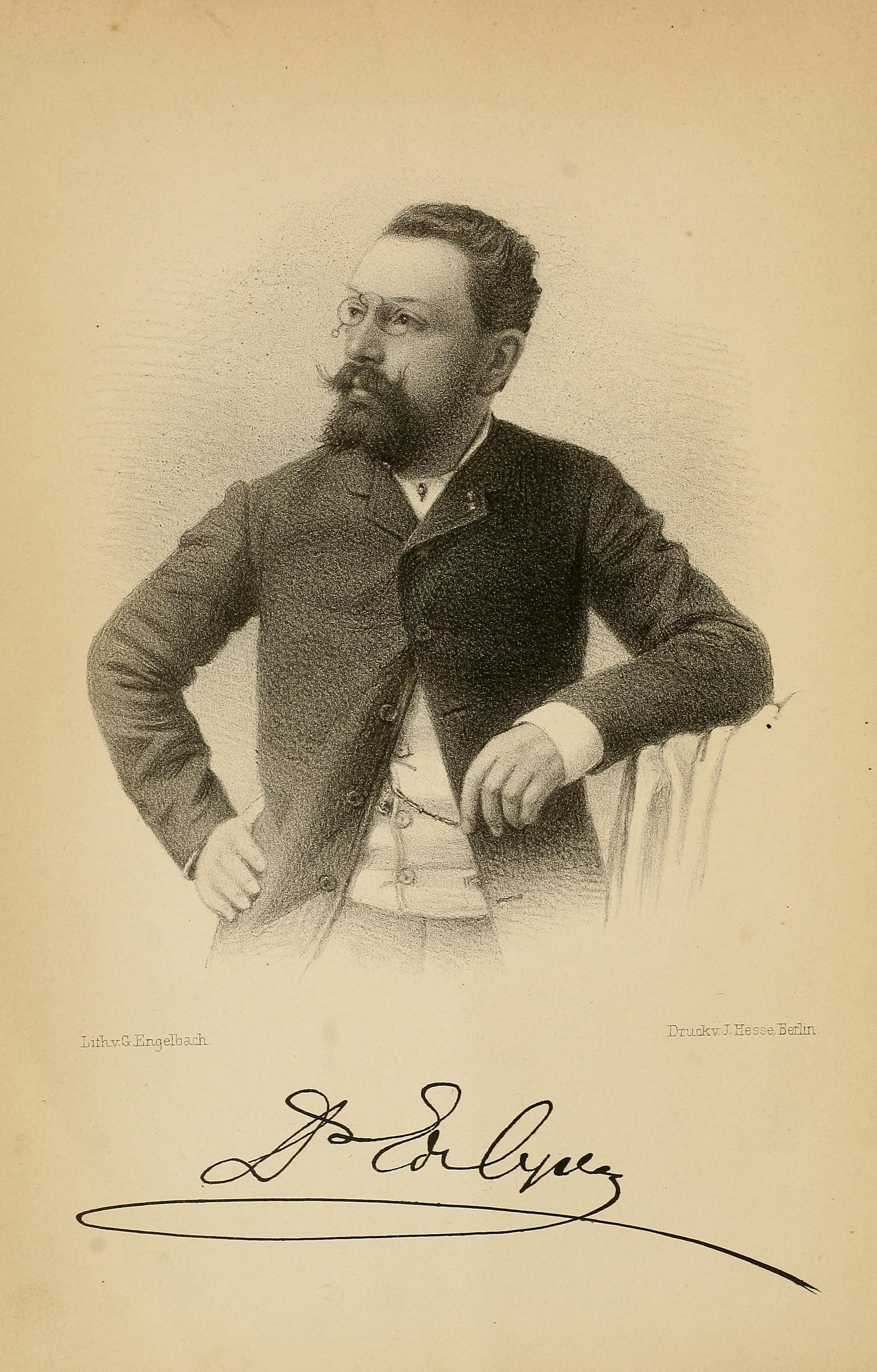
Élie de Cyon.

Il étudie la médecine à Varsovie, à Kiev, à Berlin puis à Saint-Pétersbourg où il est reçu docteur en médecine en 1865. Il travaille dans les laboratoires de Carl Ludwig, de Du Bois-Reymond et de Claude Bernard.
Il écrit dès 1866, une monographie remarquée sur l'ataxie motrice : Tabes dorsualis, publié à Berlin en 1867. C'est avec Carl Ludwig qu'il décrit l'action dépressive du nerf vague sur le muscle cardiaque ; la branche du nerf vague innervant le cœur est encore connue aujourd'hui sous le nom de « nerf de Ludwig-Cyon ».
Parmi ses autres travaux de physiologie humaine on peut citer la découverte de la fonction vasomotrice du nerf splanchnique, de la fonction de synthèse de certains lipides par le foie, de l'existence des terminaisons nerveuses du péritoine et ses études sur la vitesse de propagation de l'influx nerveux dans les cordons de la moelle épinière.
Il succède à Setchenov à la chaire de physiologie de Saint-Pétersbourg. Parmi ses étudiants on compte Ivan Pavlov sur lequel il exerce une profonde influence.
Il est anobli et fait conseiller d'État par le tsar Alexandre II. Il doit abandonner l'enseignement à la suite d'un conflit avec les étudiants nihilistes, alors dominants à Saint-Pétersbourg.
Après cet épisode, il vient s'installer en France à l'invitation de Claude Bernard ; il devient journaliste (il est brièvement directeur du quotidien Le Gaulois en 1881), éditeur puis délégué du ministre des finances russe. Il professe des idées farouchement antigermaniques et ne retourne jamais en Russie.
En 1897, un cambriolage exécuté par l'Okhrana dans sa villa suisse (à Territet) permet la saisie d'un grand nombre de papiers, dont un pamphlet politique contre le comte de Witte, rédigé par de Cyon à l'aide du Dialogue aux enfers entre Machiavel et Montesquieu de Maurice Joly. Il s'agirait du modèle utilisé pour l'écriture des Protocoles des Sages de Sion.
Il est enterré à Paris, au cimetière du Montparnasse (22e division), sous un grand monument en pierre et granit surmonté d'une grande croix en bronze.

## Œuvres et publications

### Essais
- La Russie barbare !, 1890, Paris, Nouvelle Revue.
- La France et la Russie, 1890, Paris, La Nouvelle Revue, lire en ligne sur Gallica
- La guerre ou la paix ?, 1891, Paris, Typ. Chamerot et Renouard.
- Nihilisme et anarchie., 1892, Paris, Calmann Lévy.
- Elie de Cyon : La Russie contemporaine : les principes de l'autocratie, la France et la Russie, la question des juifs, 1892, Paris, Calmann Lévy.
- Histoire de l'entente franco-russe, 1886-1894., 1895, Paris, A. Charles, lire en ligne sur Gallica
- Histoire de l'entente franco-russe, 1886-1894; documents et souvenirs, 1895, Paris, A. Charles, 3e éd.
- M. Witte et ses projects de faillite devant le Conseil de l'empire., 1897, Paris, Haar & Steinert, A. Eichler, succ.
- Les finances russes et l'épargne française : réponse à M. Witt, 1895,	Paris, A. Charles.
- Où la dictature de M. Witte conduit la Russie ?, 1897, Paris, Haar et Steinert, Eichler successeur. (lire en ligne)
- Dieu et Science. Essais de Psychologie des Sciences, 1910, Paris, Félix Alcan, lire en ligne sur Gallica
- Eduard Pflüger : Ein Nachruf / Elie de Cyon, Jules Soury / Bonn : M. Hager , 1910

### Écrits scientifiques
- (de)Die Lehre von der Tabes dorsualis : kritisch und experimentell erläutert, Liebrecht, Berlin, 1867 , Texte intégral
- Recherches expérimentales sur les fonctions des canaux semi-circulaires et sur leur role dans la formation de la notion de l'espace, 1878, Paris, Imprimerie Emile Martinet, (thèse de médecine).
- Note sur le fonctionnement physiologique du téléphone, s.d., Paris, impr. de Cusset.
- L'Agitation antivivisectionniste, 1883, Paris, A. Parent.
- Les nerfs du cœurs., 1903, Paris, Félix Alcan.
- Les nerfs du cœur, anatomie et physiologie; avec une préface sur les rapports de la médecine avec la physiologie et la bactériologie., 1905, Paris, Félix Alcan, Texte intégral
- L'oreille, organe d'orientation dans le temps et dans l'espace, 1911, Paris, Félix Alcan, coll. «Bibliothèque scientifique internationale»..
- (de)Gesammelte physiologische arbeiten, von Dr E. von Cyon, Berlin : August Hirschwald, 1888, viii, 344 p., 9 planches hors texte, Texte intégral